# Genazzano
Genazzano est une commune italienne d'environ 5 700 habitants, située dans la ville métropolitaine de Rome Capitale, dans la région Latium, en Italie centrale.

## Géographie

### Hameaux
Acqua Santa, La Creta, La Madonnella, Maccareccia, San Filippo, San Sebastiano, 

### Communes limitrophes
Les communes limitrophes de Genazzano sont : Capranica Prenestina, Cave, Colleferro, Olevano Romano, Paliano, Rocca di Cave, San Vito Romano, Valmontone.

## Histoire
Son nom provient de son rôle de lieu de villégiature pour l'ancien peuple romain des Genucii. Au Ve siècle, sous le règne du pape Sixte III, la ville de Genazzano a versé une grande partie de ses revenus à la basilique romaine de Sainte-Marie-Majeure. Au XIe siècle, elle était un fief de la famille Colonna qui, depuis son palais baronnial (château), contrôlait la route de Naples à Rome. À la fin du XVe siècle, elle est devenue le fief de la famille Borgia.

## Évolution démographique
Habitants recensés

## Administration
| Période                          | Période  | Identité          | Étiquette                      | Qualité |
| -------------------------------- | -------- | ----------------- | ------------------------------ | ------- |
| Mai 2019 (réélu en octobre 2021) | En cours | Alessandro Cefaro | liste civique de centre gauche |         |

## Culture
Cette ville d'Italie a été peinte vers 1865 par le peintre allemand naturaliste Oswald Achenbach. Le tableau Une fête à Genazzano qui représente la sortie d'une procession est visible au musée d'Orsay (France).

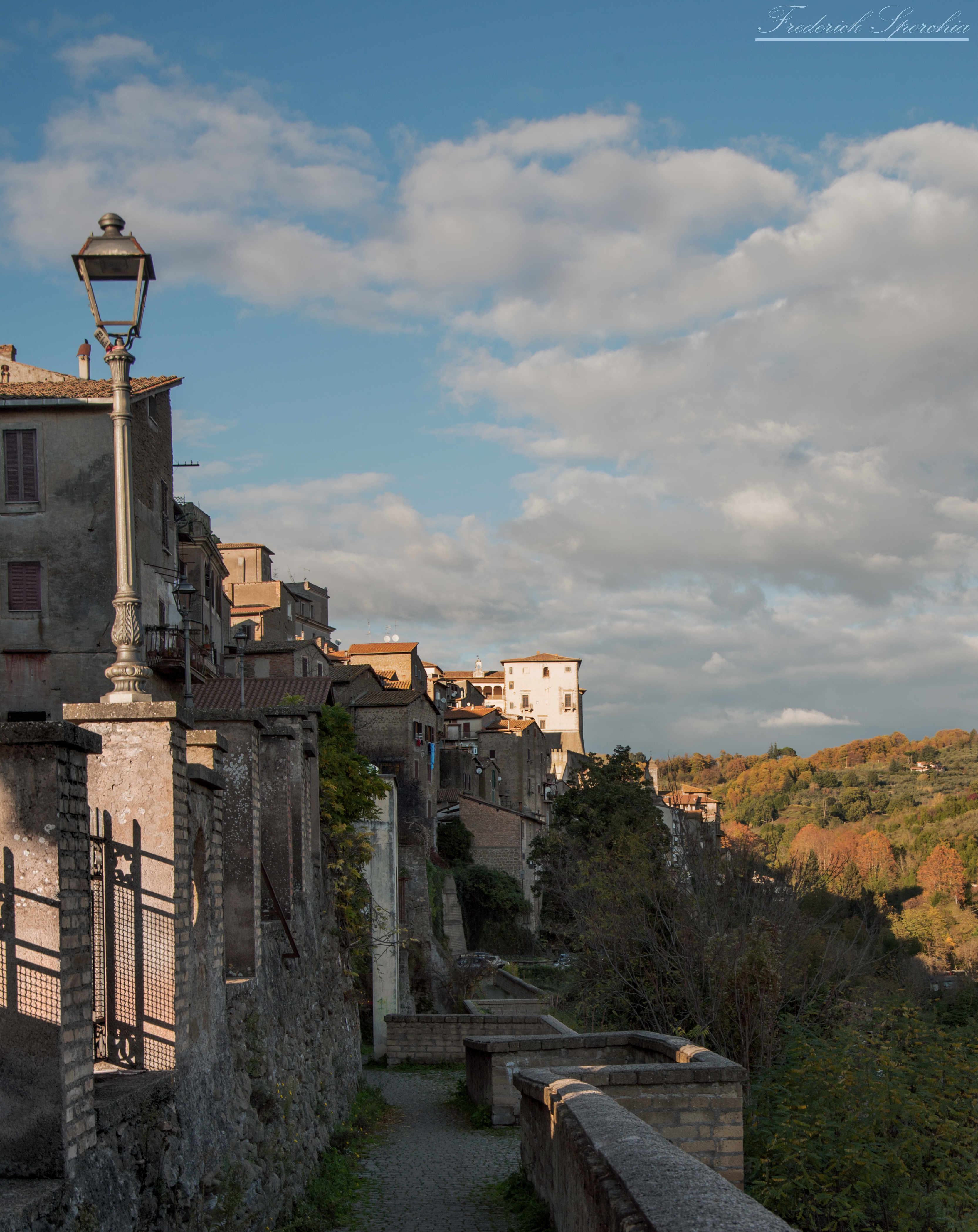
Vue automnale.

## Monuments et patrimoine
L'église du sanctuaire Notre-Dame-du-Bon-Conseil (Madonna del buon consiglio) est l'église la plus importante de Genazzano et elle a le rang de basilique mineure. Elle abrite l'image originale de Notre-Dame du Bon Conseil, titre donné à la Vierge Marie, à l'origine d'un miracle suivi de pèlerinages. Au fil des siècles, la dévotion à Notre-Dame du Bon Conseil s'est développée parmi les saints et les papes. Plus que tout autre pape, Léon XIII était profondément attaché à cette dévotion
À l'extrémité sud du village se trouve un nymphée construit à l'aube du XVIe siècle et attribué à Donato Bramante.

## Jumelages
- Le Lude (France)
- Vierkirchen (Bavière) (Allemagne)

## Personnalités liées à Genazzano
- Oddone Colonna (1369 ou 1370 - 1431), 204e pape (1417-1431) sous le nom de Martin V
- Serafino Vannutelli, cardinal
- Vincenzo Vannutelli, cardinal, frère de Serafino
- Stéphane Bellesini, bienheureux augustin, mort à Genazzano
- Scipione Vannutelli (en), peintre et graveur